# Paperino calciatore
Paperino calciatore è una storia a fumetti Disney pubblicata per la prima volta sul numero 54 (intitolato "Paperino ai mondiali") de I Classici di Walt Disney (prima serie) del 19 maggio 1974. La sceneggiatura è di Gian Giacomo Dalmasso e i disegni di Marco Rota.

La storia fu pubblicata in occasione del Campionato mondiale di calcio in programma quell'anno in Germania Ovest ed è stata ripubblicata sul numero 65 de I Classici di Walt Disney (seconda serie) del maggio 1982 (prima del Campionato mondiale di Spagna 1982), sullo speciale Paperone mondiale del 22 aprile 1990 (prima del  Campionato mondiale di Italia 1990) e nel 2000 sullo speciale Disney numero 18.

## Trama
Furente per colpa di Zio Paperone e dei nipotini, Paperino si concede una passeggiata distensiva. Giunto nei pressi del campo di allenamento dei "Piedi Lunghi", uno dei club calcistici paperopolesi, viene raggiunto da un pallone: in preda alla collera, Paperino gli rifila un calcio tanto potente da spezzare uno dei pali in legno delle recinzioni del campo. I calciatori, rimasti impressionati da tanta potenza, conducono Paperino dal loro presidente, che gli propone seduta stante un ingaggio: nonostante non tocchi un pallone da anni, Paperino accetta.
Tornato a casa accompagnato da una folla di tifosi entusiasti, Paperino è assalito dalla paura di fare una figuraccia. I nipotini decidono così di aiutarlo, ricorrendo a piccoli trucchi: un tiro di fionda al posteriore per farlo calciare più forte, un congegno radiofonico con cui comunicargli le azioni, una polverina pruriginosa per ostacolare gli avversari e infine un marchingegno realizzato da Archimede che, agendo sulla placca di rame interna al pallone, controlla il movimento di quest'ultimo. A breve, comunque, Paperino diviene davvero un bravo calciatore e guida da trascinatore i Piedi Lunghi in campionato.
La sua classe non è tuttavia passata inosservata a Quackon, presidente dei "Leoni Arrabbiati", altro club calcistico paperopolese, tradizionale rivale dei Piedi Lunghi. Dopo aver cercato di convincere Paperino "con le buone" a cambiare maglia, Quackon decide di rapirlo. Dopo un tentativo fallito, lo sequestra durante la partita di campionato tra Piedi Lunghi e "Luponi", catturandolo con un lazo da un elicottero. Lo conduce quindi all'interno del cratere di un vulcano spento, dove lo imprigiona, custodito dal gigantesco Angelino. Quest'ultimo, nonostante sia dotato di una notevole forza (è capace di ridurre in polvere una catasta di mattoni con un solo pugno), è estremamente ingenuo e si comporta da bambino, tanto è che si addormenta solo se Paperino gli racconta una favola della buonanotte.

Sfruttando l'ingenuità di Angelino, Paperino riesce a fuggire: cuce tutte assieme le maglie dei calciatori dei Leoni Arrabbiati (al cui lavaggio, stiratura e rammendatura era stato costretto per punizione da Quackon), realizzandovi un aerostato, con il quale esce dal vulcano dopo aver fatto svenire Angelino raccontandogli una paurosa storia di streghe.
Paperino raggiunge così Paperopoli, pochi minuti prima che abbia inizio il match decisivo per la conquista del campionato tra Piedi Lunghi e Leoni Arrabbiati. Nonostante i tentativi di sabotaggio di Quackon, Paperino trascina il suo club alla vittoria e alla conquista del titolo. Clamorosamente Angelino, rimasto inizialmente offeso da Paperino per la sua fuga, diviene suo sostenitore e amico.
Di lì a poco i Piedi Lunghi partono per una tournée all'estero. Prima della partenza giocano una partita di allenamento, durante la quale però un loro calciatore si infortuna. Non avendo riserve, l'allenatore fa entrare Angelino, che si rivela un ottimo calciatore, dotato di velocità e grande potenza (con un tiro provoca addirittura il distacco della traversa dai pali della porta avversaria). Il presidente del club tessera così Angelino, che accetta solo dopo che nel contratto è stata aggiunto un premio di un chilo di cioccolatini a partita.
Prima tappa della tournée è l'Australia, dove i Piedi Lunghi scenderanno in campo contro la formazione del "Boomerang". Tuttavia il pallone utilizzato in questo Paese ha proprio la forma del boomerang e le sue stesse proprietà: una volta calciato torna indietro, perciò per fare goal occorre tirare dando le spalle alla porta avversaria. Paperino lo scopre a sue spese: non conoscendo le caratteristiche del pallone-boomerang sigla un clamoroso autogoal (tira verso la porta avversaria e il pallone torna indietro infilandosi nella porta dei Piedi Lunghi), bissato di lì a poco da una rete avversaria. I Piedi Lunghi riescono comunque a ribaltare il punteggio, con goal di Angelino e doppietta di Paperino (che segna il suo secondo goal trascinato in porta dal pallone-boomerang, che lo aveva agguantato per il collo una volta tornato indietro).
La seconda tappa della tournée è l'India, ove i Piedi Lunghi giocheranno contro le "Tigri del Bengala". La squadra avversaria, composta da indù che giocano a piedi nudi e con il turbante, si rivela fortissima (segna due reti al termine di altrettante micidiali azioni), ma i suoi calciatori scambiano Angelino per un idolo chiamato Rhamatrucha e permettono al gigante di segnare una doppietta. A pochi istanti dal fischio finale, con il punteggio fermo sul 2-2, gli indù segnano volontariamente un autogol per far vincere la squadra del loro presunto idolo.
Ultima tappa è infine l'Alaska. Giunti nella freddissima Gelopoli, i Piedi Lunghi incontrano una squadra di eschimesi. Oltre a vestire casacche impellicciate, i calciatori giocano con un pallone di neve in uno stadio fatto interamente di ghiaccio, scavato su un iceberg. Paperino è nuovamente il primo a scoprire le caratteristiche dello strano pallone: raccogliendo infatti la neve che ricopre il campo, la palla si ingrossa fino a formare un gigantesco ovale di neve che, travolto Paperino, lo trascina in rete. Il goal viene convalidato, ma poco dopo il sole compare dalle nubi e provoca lo scioglimento dell'iceberg su cui è scavato lo stadio. I Piedi Lunghi restano così alla deriva su un gigantesco zatterone di ghiaccio, finché non vengono tratti in salvo da una nave diretta proprio a Paperopoli.

All'arrivo, però, una folla di tifosi acclama il solo Angelino, lasciando Paperino di stucco e furente.

## La formazione dei Piedi Lunghi
Prima di una partita di campionato contro i "Torelli", in una vignetta è raffigurata la formazione dei Piedi Lunghi. I nomi dei calciatori, a parte Paperino, si ispirano a calciatori reali degli anni settanta: Poff (Zoff), Mignolini (Sabadini), Zucchetti (Facchetti), Infedele (Fedele), Bilzon (Wilson), Salsich (Burgnich), Buiugi (Chiarugi), Paperino, Pinaglia (Chinaglia), Tireva (Rivera) e Sponda (Riva).